# 吉原シュート
吉原 シュート（よしはら シュート、1985年〈昭和60年〉9月30日 - ）は、日本の俳優、タレントである。
静岡県出身。スターダストプロモーション制作1部所属。戸籍上は女性であり、性同一性障害（FtM）であることをカミングアウトしている。FtMユニットSECRET GUYZの元メンバーである。愛称は「シュート様」。

## 来歴
幼い頃から女の子扱いされることに違和感をもっていたが、高校生までは女性として過ごしていた。18歳で上京するタイミングで両親に性同一性障害であることをカミングアウトする。
2009年スターダストプロモーションに所属。同年発売の韓国人歌手ウニョンのシングル「放熱ララバイ」のPVで自身と同じ「身体は女性、心は男性」の役柄を演じた。
女性であることを伏せ、男性俳優として舞台『金色のコルダ ステラ・ミュージカル』のオーディションを受け合格、同作で本格的な俳優デビューとなる。
2010年7月、『週刊女性』およびテレビ番組『スッキリ!!』の取材を通じ、カミングアウト。「悩んでいる方に、思っている以上に周りの人は温かいという事を伝えたい」、「実際に性同一性障害の役とかあったら僕がちょっとやってみたい」などと明かした。
2010年8月、俳優集団NAKED BOYZの結成メンバーとなる。
2012年9月、スターダストプロモーションの新劇団プロジェクト『劇☆男』のメンバーになる。
2012年12月、同じFtMの池田タイキ・諭吉と共にダンス&ボーカルユニットSECRET GUYZを結成。
2013年7月10日、シングル「HUG×HUG」でCDデビューする。
2014年7月、NAKED BOYZを卒業。
2017年10月より放送のWOWOW連続ドラマW 東野圭吾『片想い』に自身と同じくFtMの立石卓役で出演。
2018年2月12日、SECRET GUYZ解散。
2018年2月13日、公式Instagramを開設。
2019年1月26日、初のソロライヴ『LIPs』を行う。
2019年6月21日、YouTubeにて『吉原シュートのゲームちゃんねる』を開設。
2020年12月12日、faniconにて公式ファッションコミュニティ『Now'shu!!』を開設。
2021年6月4日、YouTubeにて『しゅー兄チャンネル』開設。

## 人物
- 現在は、男性ホルモン投与をしており、性別適合手術は途中、戸籍の名前は変更しているが、性別の変更はまだと明かしている。[12]
- 2018年10月、舞台『NEWライブ・レボリューション～スッポンポンで愛を！～』では、自身初となる上半身裸を披露した。[13]
- 特技はサッカー、歌、ダンス（JAZZ）。[2]
- 特殊船舶操縦士免許を保有している。[2]
- 愛犬家である。
- 影響を受けた人物にGACKT、和泉元彌、西島隆弘（AAA）を挙げている。[14]
- 子どもの頃、赤いランドセルが嫌で黒にしたくて自分で墨汁をかけた。[6]
- 子どもの頃から自分のことを「私」と言えなくてずっと自分のことを「俺」と言っていた。[6]

## ライヴ
- first live「LIPs」（2019年1月26日、CIRCUS TOKYO）

## イベント
- S&Y　vol.1　〜はじまりの（吉）〜（2018年5月13日、原宿ストロボカフェ）
- S&Y　vol.2　〜まんなかの（吉）W生誕祭〜（2018年9月9日、KIWA TENNOZ）
- 第2回　グッド・エイジング・エールズ 春の大運動会（2018年4月29日、代々木公園陸上競技場）[15]
- ファッションポジウム―男女の垣根を越えたファッションの未来を考えるシンポジウム―（2018年6月3日、東京大学　大講堂（安田講堂））[16]
- バルスフェスタ（2018年12月29日、バルスタジオ）
- THE S&Y TALK〜数億年ぶりの再会〜 (2022年7月17日、ヨシモト∞ホールステージⅡ)

## 出演

### テレビ番組

#### ドラマ
- ヤマトナデシコ七変化 第1話（2010年1月、TBS）
- 連続ドラマW 東野圭吾「片想い」（2017年10月 - 12月、WOWOW） - 立石卓 役

#### バラエティ
- 不定期
  - ハートネットTV　B面談義（NHK Eテレ）

### 映画
- 愛を歌うより俺に溺れろ!（2012年） - 沖田愛 役

### 舞台
太字は主演
- 金色のコルダ ステラ・ミュージカル（2010年3月/7月 - 8月、天王洲銀河劇場 ほか） - 王崎信武 役
- ハマリマン（2010年11月、新宿FACE）
- BADMAN（2011年7月、新宿FACE）
- 朗読劇 ミューズの学園で逢おう（2012年7月、日暮里プロモボックス） - 有園操 役
- 青木さん家の奥さん（2012年10月、築地ブディストホール） - ヤンキー 役
- オートロックロックナット（2012年12月、エコー劇場） - 双葉 役
- 朗読劇『男おいらん』（2014年1月、絵空箱）
- 男おいらん（2014年3月・5月、笹塚ファクトリー ほか）-主演・征木役
- 情熱リザレクション（2018年7月、新宿シアターブラッツ） - 金子守 役
- NEWライブ・レボリューション～スッポンポンで愛を！～（2018年10月、品川プリンスホテル クラブeX） - 堀部恭一 役
- CRAZY×BOTTOM ～僕たちのyell日記～（2018年11月・12月、シアターグリーンBOX in BOX THEATER） - 知花怜士 役
- ジュブナイル学園（2019年4月、シアターグリーン BIG TREE THEATER） - 主演・なんば 役
- ご町内デュエル（2019年7月・8月、バルスタジオ ） - 主演・卓也 役
- マリア (2019年12月、バルスタジオ)　- シモン 役
- RENT (2020年11月、シアタークリエ )　 - スティーブ 役 他、
- 散りて尚、 (2021年9月、劇場MOMO ) 　- 吉野ハジメ 役
- 毛皮のマリー(2023年4月、座·高円寺1)　- 欣也　役
- 不思議の国のマーヤ（2025年2月、吉祥寺シアター）[17]

### インターネット
- シュート&諭吉のゲーム実況配信「漢（仮）オニイの○○修行〜シュート&諭吉のウイイレ2018ゲーム実況〜」（2018年4月11日 - 2018年9月19日）[18]

### PV
- ウニョン「放熱ララバイ」（2009年9月）[3][7]